# 亚历山大·维内贝格
亚历山大·维内贝格（德語：Alexander Wienerberger，1891年12月8日—1955年1月5日），奥地利化学工程师，曾在苏联化学企业工作19年。在乌克兰哈尔科夫工作期间，他拍摄了有关乌克兰大饥荒的一系列照片，为这一事实留下了重要证据。

## 拍摄照片

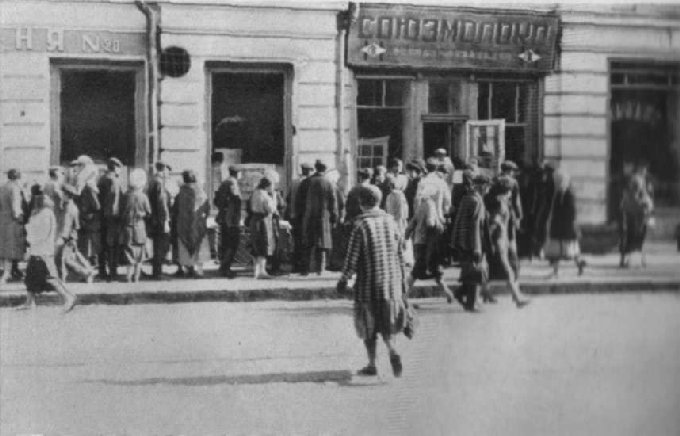
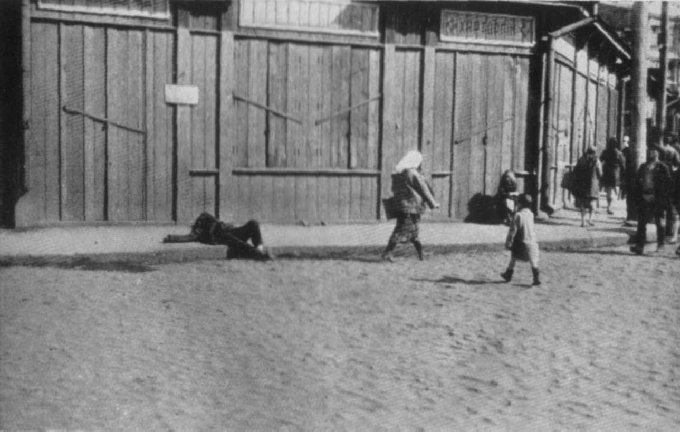
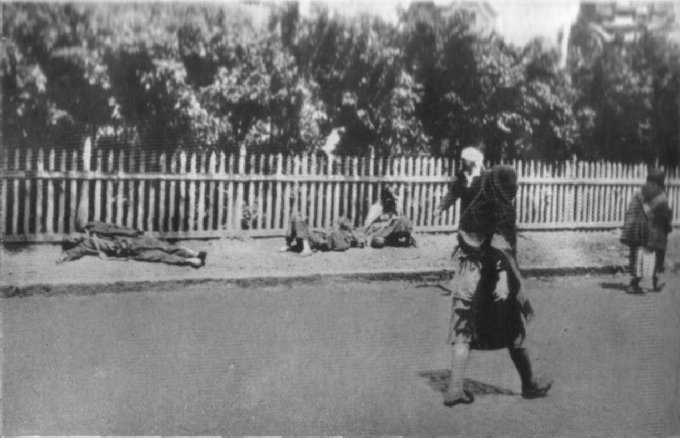
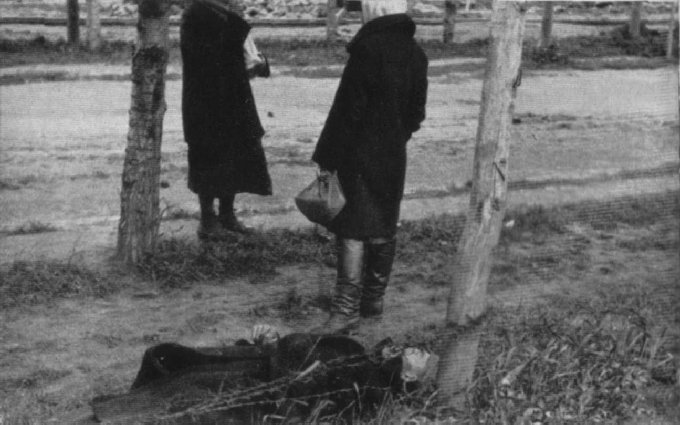
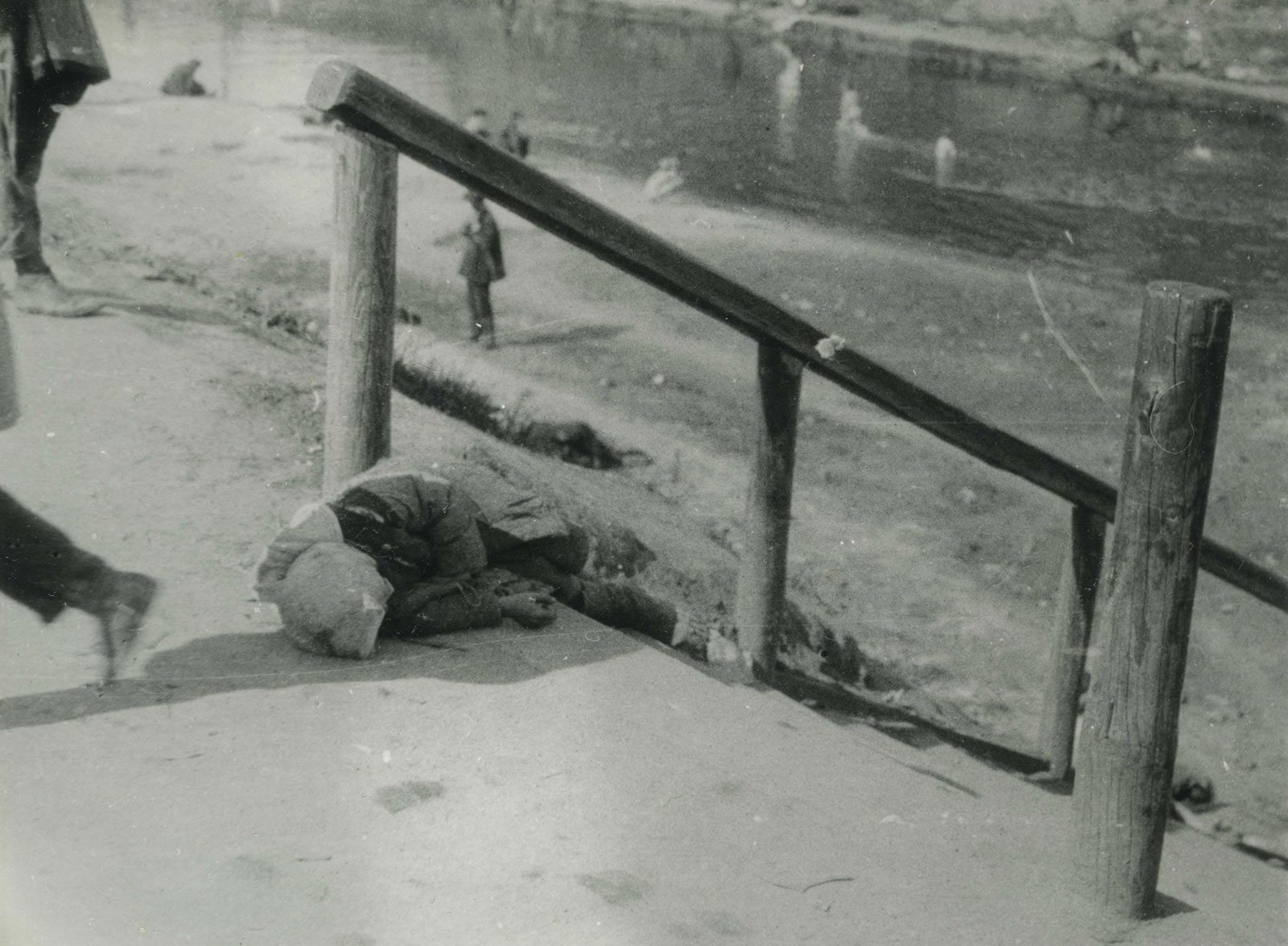
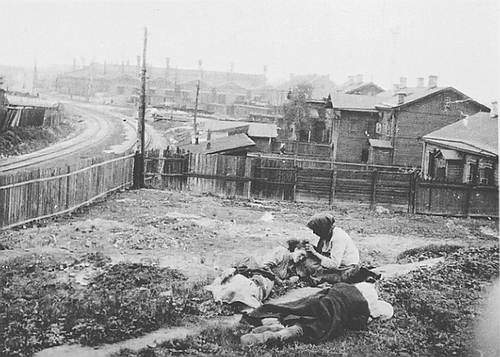
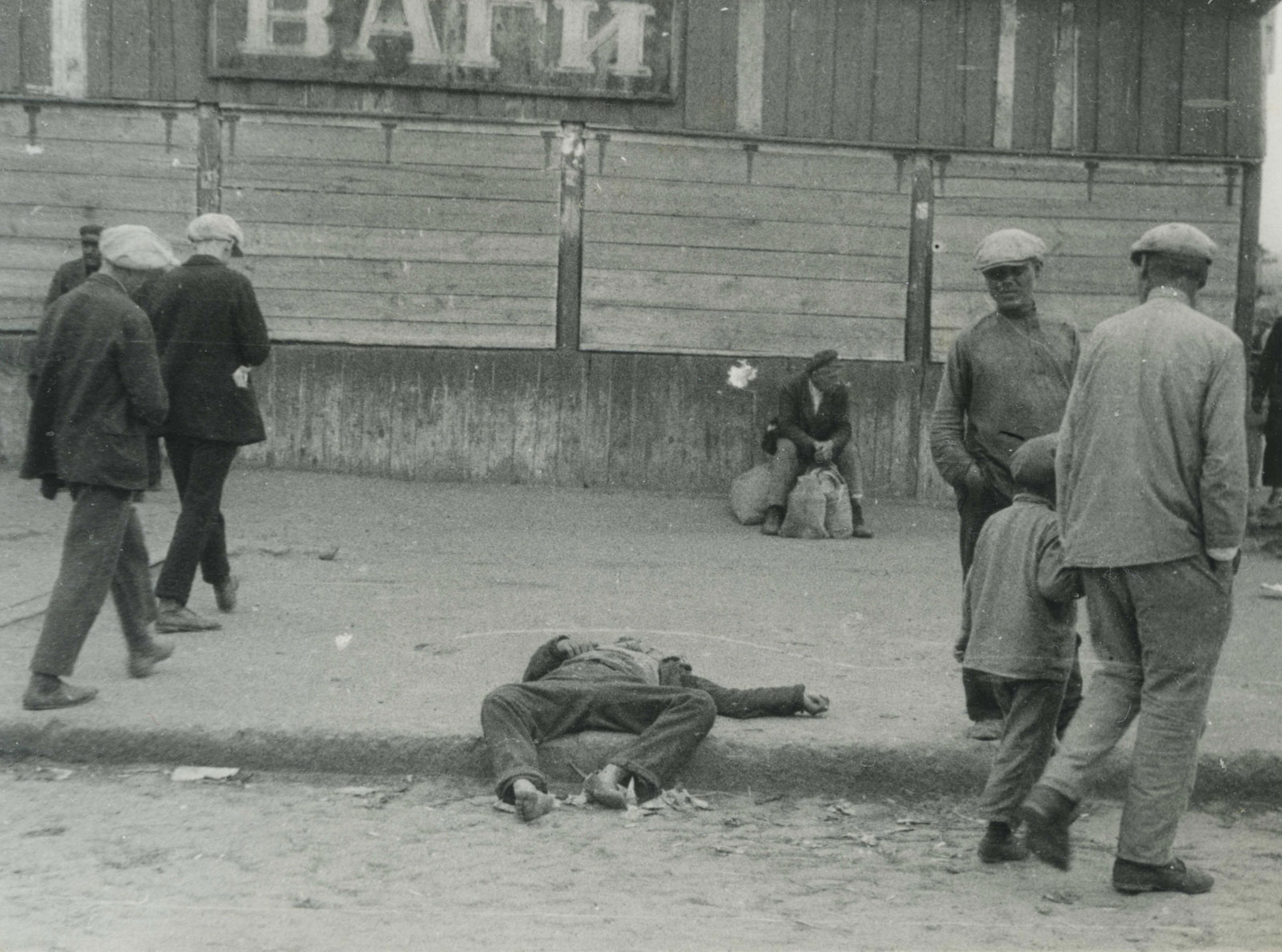
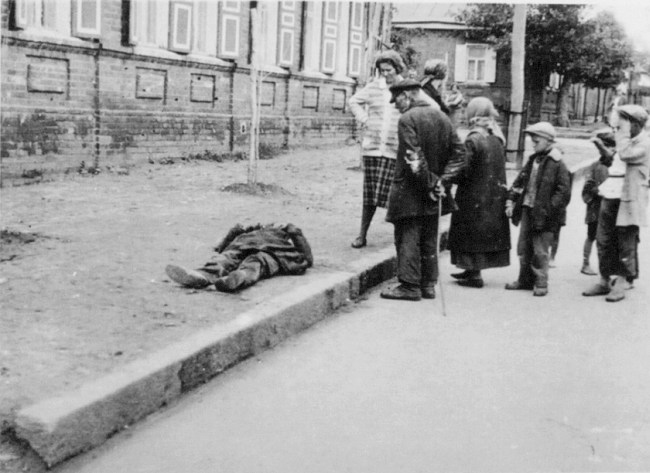
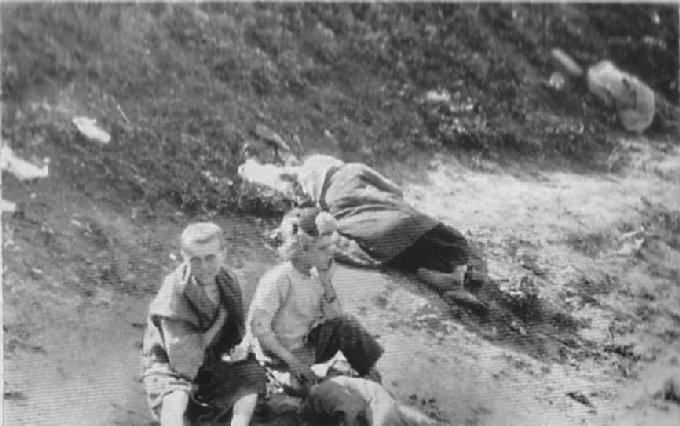
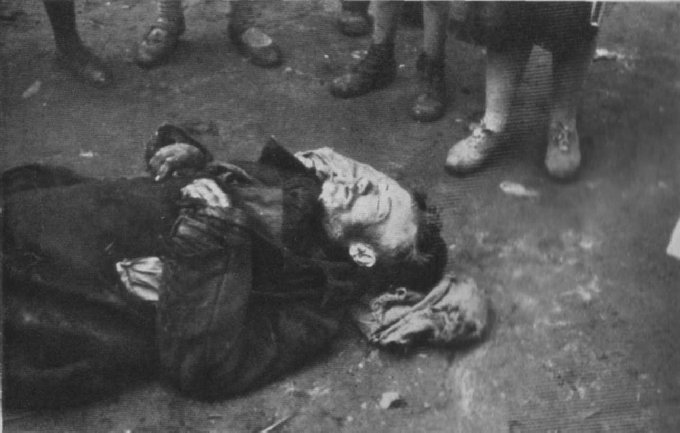